# Hot Space Tour
Hot Space Tour — концертний тур британського рок-гурту «Queen» на підтримку альбому «Hot Space» 1982 року. Тур розпочався 9 квітня в Гетеборзі, Швеція, і закінчився після 69 концертів в Токорозаві, Японія.

## Передумови
У 1982 році «Queen гастролювали» Європою, Північною Америкою та Японією. В гастрольний графік було внесено кілька змін. Перша — скасування запланованого концерту в Королівському Альберт-холі в Лондоні, через те, що майданчик не справлявся з вагою освітлювальної установки гурту. Другою було два перенесених концертів в Англії. Концерт в Лідсі спочатку планувалося провести у закладі «Old Trafford» в Манчестері, а концерт в Мілтон Кейнс повинен був відбутися на стадіоні «Арсенал» в Лондоні. Концерти були перенесені через потенційні скарги місцевих мешканців на шум.
DVD, що документує концерт гурту від 5 червня 1982 року «National Bowl» в Мілтон Кейнс вийшов у 2004 році під назвою «Queen on Fire – Live at the Bowl». Додаткові DVD-диски містили аудіо- та відеокліпи, записані в Австрії і Японії.
«Hot Space Tour» був останнім з турів «Queen» з концертами в Північній Америці. Браян Мей і Роджер Тейлор повернулися, щоб виступити у США разом з Полом Роджерсом в турі «Queen + Paul Rodgers».

## Список виступів
| Дата                 | Місто           | Країна            | Місце проведення                     |        |        |        |
| Європа               | Європа          | Європа            | Європа                               | Європа | Європа | Європа |
| -------------------- | --------------- | ----------------- | ------------------------------------ | ------ | ------ | ------ |
| 9 квітня 1982        | Готенбург       | Швеція            | Scandinavium                         |        |        |        |
| 10 квітня 1982       | Стокгольм       | Швеція            | Hovet                                |        |        |        |
| 12 квітня 1982       | Драммен         | Норвегія          | Drammenshallen                       |        |        |        |
| 16 квітня 1982       | Цюрих           | Швейцарія         | Hallenstadion                        |        |        |        |
| 17 квітня 1982       | Цюрих           | Швейцарія         | Hallenstadion                        |        |        |        |
| 19 квітня 1982       | Париж           | Франція           | Palais des Sports                    |        |        |        |
| 20 квітня 1982       | Ліон            | Франція           | Palais des Sports de Gerland         |        |        |        |
| 22 квітня 1982       | Брюссель        | Бельгія           | Forest National                      |        |        |        |
| 23 квітня 1982       | Брюссель        | Бельгія           | Forest National                      |        |        |        |
| 24 квітня 1982       | Лейден          | Нідерланди        | Groenoordhallen                      |        |        |        |
| 25 квітня 1982       | Лейден          | Нідерланди        | Groenoordhallen                      |        |        |        |
| 28 квітня 1982       | Франкфурт       | Західна Німеччина | Festhalle Frankfurt                  |        |        |        |
| 29 квітня 1982       | Франкфурт       | Західна Німеччина | Festhalle Frankfurt                  |        |        |        |
| 1 травня 1982        | Дортмунд        | Західна Німеччина | Westfalenhallen                      |        |        |        |
| 3 травня 1982        | Париж           | Франція           | Palais des Sports                    |        |        |        |
| 5 травня 1982        | Ганновер        | Західна Німеччина | Eilenriedehalle                      |        |        |        |
| 6 травня 1982        | Кельн           | Західна Німеччина | Sporthalle                           |        |        |        |
| 7 травня 1982        | Кельн           | Західна Німеччина | Sporthalle                           |        |        |        |
| 9 травня 1982        | Вюрцбург        | Західна Німеччина | Carl-Diem-Halle                      |        |        |        |
| 10 травня 1982       | Боблінген       | Західна Німеччина | Sporthalle                           |        |        |        |
| 12 травня 1982       | Відень          | Австрія           | Wiener Stadthalle                    |        |        |        |
| 13 травня 1982       | Відень          | Австрія           | Wiener Stadthalle                    |        |        |        |
| 15 травня 1982       | Берлін          | Західна Німеччина | Waldbühne                            |        |        |        |
| 16 травня 1982       | Гамбург         | Західна Німеччина | Ernst-Merck-Halle                    |        |        |        |
| 18 травня 1982       | Кассель         | Західна Німеччина | Eissporthalle Kassel                 |        |        |        |
| 21 травня 1982       | Мюнхен          | Західна Німеччина | Olympiahalle                         |        |        |        |
| 22 травня 1982       | Мюнхен          | Західна Німеччина | Olympiahalle                         |        |        |        |
| 29 травня 1982       | Лідс            | Англія            | Elland Road                          |        |        |        |
| 1 червня 1982        | Единбург        | Шотландія         | Royal Highland Showground            |        |        |        |
| 2 червня 1982        | Единбург        | Шотландія         | Royal Highland Showground            |        |        |        |
| 4 червня 1982        | Лондон          | Англія            | Royal Albert Hall                    |        |        |        |
| 5 червня 1982        | Мілтон-Кінз     | Англія            | National Bowl                        |        |        |        |
| Rock N' America Tour |                 |                   |                                      |        |        |        |
| 21 липня 1982        | Монреаль        | Канада            | Montreal Forum                       |        |        |        |
| 23 липня 1982        | Бостон          | США               | Boston Garden                        |        |        |        |
| 24 липня 1982        | Філадельфія     | США               | Wachovia Spectrum                    |        |        |        |
| 25 липня 1982        | Лендовер        | США               | Capital Centre                       |        |        |        |
| 27 липня 1982        | Нью-Йорк        | США               | Madison Square Garden                |        |        |        |
| 28 липня 1982        | Нью-Йорк        | США               | Madison Square Garden                |        |        |        |
| 29 липня 1982        | Нью-Йорк        | США               | Madison Square Garden                |        |        |        |
| 31 липня 1982        | Річфілд         | США               | Richfield Coliseum                   |        |        |        |
| 2 серпня 1982        | Торонто         | Канада            | Maple Leaf Gardens                   |        |        |        |
| 3 серпня 1982        | Торонто         | Канада            | Maple Leaf Gardens                   |        |        |        |
| 5 серпня 1982        | Індіанаполіс    | США               | Market Square Arena                  |        |        |        |
| 6 серпня 1982        | Детройт         | США               | Joe Louis Arena                      |        |        |        |
| 7 серпня 1982        | Цинциннаті      | США               | Riverfront Coliseum                  |        |        |        |
| 9 серпня 1982        | Іст-Ратерфорд   | США               | Meadowlands Arena                    |        |        |        |
| 10 серпня 1982       | Нью-Гейвен      | США               | New Haven Coliseum                   |        |        |        |
| 13 серпня 1982       | Хоффман-Естейтс | США               | Poplar Creek Music Theater           |        |        |        |
| 14 серпня 1982       | Хоффман-Естейтс | США               | Poplar Creek Music Theater           |        |        |        |
| 15 серпня 1982       | Сент-Пол        | США               | Saint Paul Civic Center              |        |        |        |
| 19 серпня 1982       | Білоксі         | США               | Mississippi Coast Coliseum           |        |        |        |
| 20 серпня 1982       | Х'юстон         | США               | Lakewood Church Central Campus       |        |        |        |
| 21 серпня 1982       | Даллас          | США               | Reunion Arena                        |        |        |        |
| 24 серпня 1982       | Атланта         | США               | Omni Coliseum                        |        |        |        |
| 25 серпня 1982       | Мемфіс          | США               | Mid-South Coliseum                   |        |        |        |
| 27 серпня 1982       | Оклахома-Сіті   | США               | Myriad Convention Center             |        |        |        |
| 28 серпня 1982       | Канзас-Сіті     | США               | Kemper Arena                         |        |        |        |
| 30 серпня 1982       | Денвер          | США               | McNichols Arena                      |        |        |        |
| 2 вересня 1982       | Портланд        | США               | Portland Coliseum                    |        |        |        |
| 3 вересня 1982       | Сіетл           | США               | Seattle Coliseum                     |        |        |        |
| 4 вересня 1982       | Ванкувер        | Канада            | Pacific Coliseum                     |        |        |        |
| 7 вересня 1982       | Окленд          | США               | Oracle Arena                         |        |        |        |
| 10 вересня 1982      | Фенікс          | США               | Arizona Veterans Memorial Coliseum   |        |        |        |
| 11 вересня 1982      | Ірвін           | США               | Irvine Meadows Amphitheatre          |        |        |        |
| 12 вересня 1982      | Ірвін           | США               | Irvine Meadows Amphitheatre          |        |        |        |
| 14 вересня 1982      | Інглвуд         | США               | The Forum                            |        |        |        |
| 15 вересня 1982      | Інглвуд         | США               | The Forum                            |        |        |        |
| 17 вересня 1982      | Інглвуд         | США               | The Forum                            |        |        |        |
| 18 вересня 1982      | Інглвуд         | США               | The Forum                            |        |        |        |
| 26 вересня 1982      | Гонолулу        | США               | Neil S. Blaisdell Center             |        |        |        |
| Азія                 |                 |                   |                                      |        |        |        |
| 19 жовтня 1982       | Фукуока         | Японія            | Fukuoka Kyuden Kinen Gymnasium       |        |        |        |
| 20 жовтня 1982       | Фукуока         | Японія            | Fukuoka Kyuden Kinen Gymnasium       |        |        |        |
| 24 жовтня 1982       | Нішіномія       | Японія            | Hankyu Nishinomiya Stadium           |        |        |        |
| 26 жовтня 1982       | Нагоя           | Японія            | Nagoya International Exhibition Hall |        |        |        |
| 29 жовтня 1982       | Саппоро         | Японія            | Tsukisamu Green Dome                 |        |        |        |
| 3 листопада 1982     | Токорозава      | Японія            | Seibu Lions Stadium                  |        |        |        |

## Музиканти
- Фредді Мерк'юрі — головний вокал, піаніно, акустична гітара («Crazy Little Thing Called Love»)
- Браян Мей — електрична гітара, акустична гітара, бек-вокал, піаніно («Save Me»)
- Роджер Тейлор — ударні, бек-вокал
- Джон Дікон — бас-гітара, бек-вокал, ритм-гітара («Staying Power»)

Додаткові музиканти:
- Морган Фішер: клавішні, піаніно
- Фред Мендель: клавішні, піаніно

## Список пісень
| Європа 1. «Flash» 2. «The Hero» 3. «We Will Rock You» 4. «Action This Day» 5. «Play The Game» 6. «Staying Power» 7. «Somebody To Love» 8. «Now I'm Here» 9. «Dragon Attack» 10. «Now I'm Here» 11. «Love Of My Life» 12. «Save Me» 13. «Get Down, Make Love» 14. Guitar solo 15. «Under Pressure» 16. «Fat Bottomed Girls» 17. «Crazy Little Thing Called Love» 18. «Bohemian Rhapsody» 19. «Tie Your Mother Down» 20. «Another One Bites The Dust» 21. «Sheer Heart Attack» 22. «We Will Rock You» 23. «We Are The Champions» 24. «God Save The Queen» Пісні, що іноді звучали: - "Back Chat" (грали 16, 17, 19, 25 і 28 квітня, 7, 9, 12, 15 і 29 травня, 1 і 5 червня) - "Body Language" (грали 13 і 15 травня) - "Mustapha" (тільки вступ 16, 17, 19, 22, 24 і 25 квітня, 6 і 12 травня) - "Death On Two Legs" (тільки вступ 12, 16 і 20 квітня, 1 травня) - "Not Fade Away" (10 квітня) - "Liar" (10, 12, 16, 23, 24 і 28 квітня) - "Las Palabras De Amor" (тільки вступ 5 червня) - "Spread Your Wings" (тільки вступ 16 травня) | Північна Америка 1. «Flash» 2. «Rock It» 3. «We Will Rock You» 4. «Action This Day» 5. «Play The Game» 6. «Staying Power» 7. «Now I'm Here» 8. «Dragon Attack» 9. «Now I'm Here» 10. «Save Me» 11. «Calling All Girls» 12. «Get Down, Make Love» 13. Guitar solo 14. «Body Language» 15. «Under Pressure» 16. «Fat Bottomed Girls» 17. «Crazy Little Thing Called Love» 18. «Bohemian Rhapsody» 19. «Tie Your Mother Down» 20. «Another One Bites The Dust» 21. «We Will Rock You» 22. «We Are The Champions» 23. «God Save The Queen» Пісні, що іноді звучали: - "Back Chat" (грали 21, 25 і 31 липня, 3 і 7 серпня) - "Somebody To Love" (грали 27, 28 і 31 липня, 3, 5, 6, 9 і 10 серпня) - "Life Is Real" (грали 5, 9, 10, 13 і 15 серпня) - "Liar" (грали 14 серпня) - "Put Out The Fire" (грали 7 вересня) - "Sheer Heart Attack" (грали 3 вересня) - "Jailhouse Rock" (грали 15 вересня) | Японія 1. «Flash» (Taped intro) 2. «Rock It (Prime Jive)» 3. «We Will Rock You (Fast)» 4. «Action This Day» 5. «Play The Game» 6. «Calling All Girls» 7. «Now I'm Here» 8. «Put Out The Fire» 9. «Dragon Attack» 10. «Now I'm Here» (Reprise) 11. «Love Of My Life» 12. «Save Me» 13. «Get Down, Make Love» 14. Guitar solo 15. «Body Language» 16. «Under Pressure» 17. «Fat Bottomed Girls» 18. «Crazy Little Thing Called Love» 19. «Bohemian Rhapsody» 20. «Tie Your Mother Down» 21. «Another One Bites The Dust» 22. «We Will Rock You» 23. «We Are The Champions» 24. «God Save The Queen» (Taped outro) Пісні, що іноді звучали: - "The Hero" (грали 20, 24 жовтня, і 3 листопада) - "Somebody To Love" (грали 19 і 24 жовтня) - "Teo Torriatte" (грали 29 жовтня і 3 листопада) - "Saturday Night's Alright For Fighting" (грали 19 і 24 жовтня) - "Spread Your Wings" (тільки вступ 24 жовтня) - "Whole Lotta Shakin' Going On" (грали 24 жовтня) - "Death On Two Legs" (тільки вступ 29 жовтня) |